# Ходырев, Иван Васильевич
Иван Васильевич Ходырев (1910 — 1980) — стрелок 997-го стрелкового полка (263-я стрелковая дивизия, 51-я армия, 4-й Украинский фронт), красноармеец. Герой Советского Союза (1945).

## Биография
Родился 26 сентября 1910 года в селе Яндыки Яндыко-Мочажного улуса Астраханской губернии, ныне Лиманского района Астраханской области, в семье крестьянина. Русский. Член ВКП(б)/КПСС с 1944 года. Окончил 5 классов. Работал в колхозе, заготконторе.
В действующей армии — с октября 1943 года.
8 мая 1944 года в боях за город Севастополь при прорыве глубоко эшелонированной обороны противника красноармеец И. В. Ходырев первым поднялся на штурм Сапун-горы. В ожесточённом бою уничтожил ручной пулемёт и 8 солдат противника. Стремительно продвигаясь вперёд, с группой бойцов занял траншею противника.
Стремясь любой ценой вернуть потерянный рубеж, гитлеровцы четыре раза переходили в контратаки, но все попытки врага были отбиты группой бойцов, в которую входил и красноармеец Ходырев. В этом бою лично уничтожил 12 солдат и одного офицера противника. Будучи легко ранен, остался в строю. Продвигаясь вперёд, первым с группой бойцов ворвался в город Севастополь, увлекая за собой остальных бойцов. В уличных боях в упор расстрелял 14 немцев и захватил 9 пленных.
За проявленное мужество и героизм красноармейцу И. В. Ходыреву было присвоено звание Героя Советского Союза Указом Президиума Верховного Совета СССР от 24 марта 1945 года (медаль «Золотая Звезда» № 5385).
После демобилизации до 1975 года И. В. Ходырев был на административно-хозяйственной работе в посёлке Лиман Астраханской области. Улица Героев в посёлке Лиман названа в честь двух лиманцев — Героев Советского Союза — Ходырева Ивана Васильевича и Храпова Николая Константиновича, проживавших на этой улице.
Награждён орденом Ленина, медалями.
Умер 8 апреля 1980 года, похоронен в посёлке Лиман Астраханской области.
6 мая 2015 года в городе Элиста на Аллее Героев состоялось торжественное мероприятие по увековечиванию памяти Героев Советского Союза — уроженцев Калмыкии. На этом мероприятии Ходыреву И. В. была открыта мемориальная доска.